# Campeonato Mundial de Atletismo Sub-20 de 2016 - 400 m masculino
A prova dos 400 metros rasos masculino do Campeonato Mundial de Atletismo Sub-20 de 2016 ocorreu entre os dias 20 e 22 de julho em Bydgoszcz, na Polônia. 

## Recordes
Antes desta competição, os recordes mundiais e do campeonato nesta prova eram os seguintes:
|     | Nome            | Nacionalidade  | Tempo | Local    | Data                   |
| --- | --------------- | -------------- | ----- | -------- | ---------------------- |
| WJR | Steve Lewis     | Estados Unidos | 43.87 | Seul     | 28 de setembro de 1988 |
| CR  | Hamdan Al-Bishi | Arábia Saudita | 44.66 | Santiago | 20 de outubro de 2000  |
| WJL | Baboloki Thebe  | Botswana       | 44.22 | Gaborone | 21 de maio de 2016     |

## Medalhistas
| Ouro                   | Prata                    | Bronze               |
| Abdalelah Haroun (QAT) | Wilbert London III (USA) | Karabo Sibanda (BOT) |

## Cronograma
Todos os horários são locais (UTC+1).
| Data        | Hora  | Evento        |
| ----------- | ----- | ------------- |
| 20 de julho | 11:40 | Eliminatórias |
| 21 de julho | 19:45 | Semifinal     |
| 22 de julho | 20:30 | Final         |

## Resultados

### Eliminatórias
Qualificação: Os 3 primeiros de cada bateria (Q) e os 6 tempos mais rápidos (q). 
| Posição | Bateria | Atleta                       | Nacionalidade        | Tempo | Notas                |
| ------- | ------- | ---------------------------- | -------------------- | ----- | -------------------- |
| 1       | 1       | Geoffrey Kiprotich           | Quênia               | 46.23 | Q,                   |
| 2       | 3       | Baboloki Thebe               | Botswana             | 46.25 | Q                    |
| 3       | 6       | Karabo Sibanda               | Botswana             | 46.34 | Q                    |
| 4       | 5       | Kahmari Montgomery           | Estados Unidos       | 46.46 | Q                    |
| 5       | 4       | Abdalelah Haroun             | Catar                | 46.51 | Q                    |
| 6       | 2       | Christopher Taylor           | Jamaica              | 46.73 | Q                    |
| 7       | 5       | Myles Banfield               | Canadá               | 46.77 | Q,                   |
| 8       | 2       | Kazuki Matsukiyo             | Japão                | 46.78 | Q                    |
| 9       | 6       | Jamal Walton                 | Ilhas Caimã          | 46.83 | Q                    |
| 10      | 4       | Sean Bailey                  | Jamaica              | 46.83 | Q                    |
| 11      | 4       | Cameron Chalmers             | Grã-Bretanha         | 46.91 | Q                    |
| 12      | 6       | Iván Núñez                   | México               | 46.96 | Q                    |
| 13      | 3       | Luis Charles                 | República Dominicana | 47.09 | Q                    |
| 14      | 6       | Edwin Ngeeti                 | Quênia               | 47.11 | q                    |
| 15      | 2       | Anthony Zambrano             | Colômbia             | 47.18 | Q                    |
| 16      | 2       | Tymoteusz Zimny              | Polónia              | 47.20 | q                    |
| 17      | 1       | Wilbert London III           | Estados Unidos       | 47.23 | Q                    |
| 18      | 2       | Taha Hussein Yaseen          | Iraque               | 47.31 | q                    |
| 19      | 3       | Naoki Kitadani               | Japão                | 47.32 | Q                    |
| 20      | 1       | Moussa Ali Issa              | Bahrein              | 47.39 | Q                    |
| 21      | 6       | Vladimir Aceti               | Itália               | 47.62 | q                    |
| 22      | 5       | Wu Yuang                     | China                | 47.65 | Q                    |
| 23      | 2       | Jochem Dobber                | Países Baixos        | 47.67 | q                    |
| 24      | 6       | David Šalamon                | Croácia              | 47.79 | q                    |
| 25      | 1       | Mo Il-hwan                   | Coreia do Sul        | 47.82 |                      |
| 26      | 4       | Nathan Friginette            | Canadá               | 47.91 |                      |
| 27      | 3       | Brayan Lopez                 | Itália               | 47.92 |                      |
| 28      | 1       | Mihai Cristian Pislaru       | Roménia              | 48.01 |                      |
| 29      | 5       | Derrick Mokaleng             | África do Sul        | 48.04 |                      |
| 30      | 4       | Henri Delauze                | Bahamas              | 48.15 |                      |
| 31      | 5       | Lawson Power                 | Austrália            | 48.36 |                      |
| 32      | 6       | Joshua St. Clair             | Trinidad e Tobago    | 48.39 |                      |
| 33      | 5       | Charles Devantay             | Suíça                | 48.42 |                      |
| 34      | 3       | Kinard Rolle                 | Bahamas              | 48.60 |                      |
| 35      | 6       | Andile Lusenga               | Essuatíni            | 48.67 |                      |
| 36      | 2       | Vitsanu Phosri               | Tailândia            | 49.30 | Recorde da temporada |
| 37      | 1       | Gezahegn Ababu               | Etiópia              | 49.54 |                      |
| 38      | 4       | Kashief King                 | Trinidad e Tobago    | 50.06 |                      |
| 39      | 2       | Alessandro Gasperoni         | San Marino           | 50.48 |                      |
| 40      | 3       | Dawid Kapała                 | Polónia              | DNF   |                      |
| 41      | 1       | Samson Oghenewegba Nathaniel | Nigéria              | DNS   |                      |
| 41      | 3       | Gemechu Alemu                | Etiópia              | DNS   |                      |
| 41      | 4       | Ojo Sunday Fatoyinbo         | Nigéria              | DNS   |                      |
| 41      | 5       | Abdallah Djimet Souleyman    | Arábia Saudita       | DNS   |                      |

### Semifinal
Qualificação: Os 2 primeiros de cada bateria (Q) e os 2 tempos mais rápidos (q). 
| Posição | Bateria | Atleta              | Nacionalidade        | Tempo | Notas           |
| ------- | ------- | ------------------- | -------------------- | ----- | --------------- |
| 1       | 1       | Karabo Sibanda      | Botswana             | 45.15 | Q               |
| 2       | 3       | Geoffrey Kiprotich  | Quênia               | 45.38 | Q               |
| 3       | 3       | Wilbert London III  | Estados Unidos       | 45.49 | Q               |
| 4       | 2       | Abdalelah Haroun    | Catar                | 45.55 | Q               |
| 5       | 1       | Kahmari Montgomery  | Estados Unidos       | 45.71 | Q               |
| 6       | 1       | Anthony Zambrano    | Colômbia             | 45.81 | q,              |
| 7       | 1       | Naoki Kitadani      | Japão                | 46.41 | q,              |
| 8       | 3       | Cameron Chalmers    | Grã-Bretanha         | 46.51 |                 |
| 9       | 3       | Christopher Taylor  | Jamaica              | 46.60 |                 |
| 10      | 1       | Jamal Walton        | Ilhas Caimã          | 46.61 |                 |
| 11      | 2       | Kazuki Matsukiyo    | Japão                | 46.69 | Q               |
| 12      | 3       | Wu Yuang            | China                | 46.83 |                 |
| 13      | 2       | Iván Núñez          | México               | 47.00 |                 |
| 14      | 1       | Sean Bailey         | Jamaica              | 47.09 |                 |
| 15      | 3       | Tymoteusz Zimny     | Polónia              | 47.14 | Recorde pessoal |
| 16      | 2       | Jochem Dobber       | Países Baixos        | 47.22 |                 |
| 17      | 1       | Taha Hussein Yaseen | Iraque               | 47.26 |                 |
| 18      | 2       | Luis Charles        | República Dominicana | 47.33 |                 |
| 19      | 1       | Vladimir Aceti      | Itália               | 47.41 |                 |
| 20      | 3       | Myles Banfield      | Canadá               | 47.46 |                 |
| 21      | 2       | Edwin Ngeeti        | Quênia               | 47.51 |                 |
| 22      | 3       | David Šalamon       | Croácia              | 47.51 | Recorde pessoal |
| 23      | 2       | Baboloki Thebe      | Botswana             | DSQ   | R163.3(a)       |
| 24      | 2       | Moussa Ali Issa     | Bahrein              | DNS   |                 |

### Final

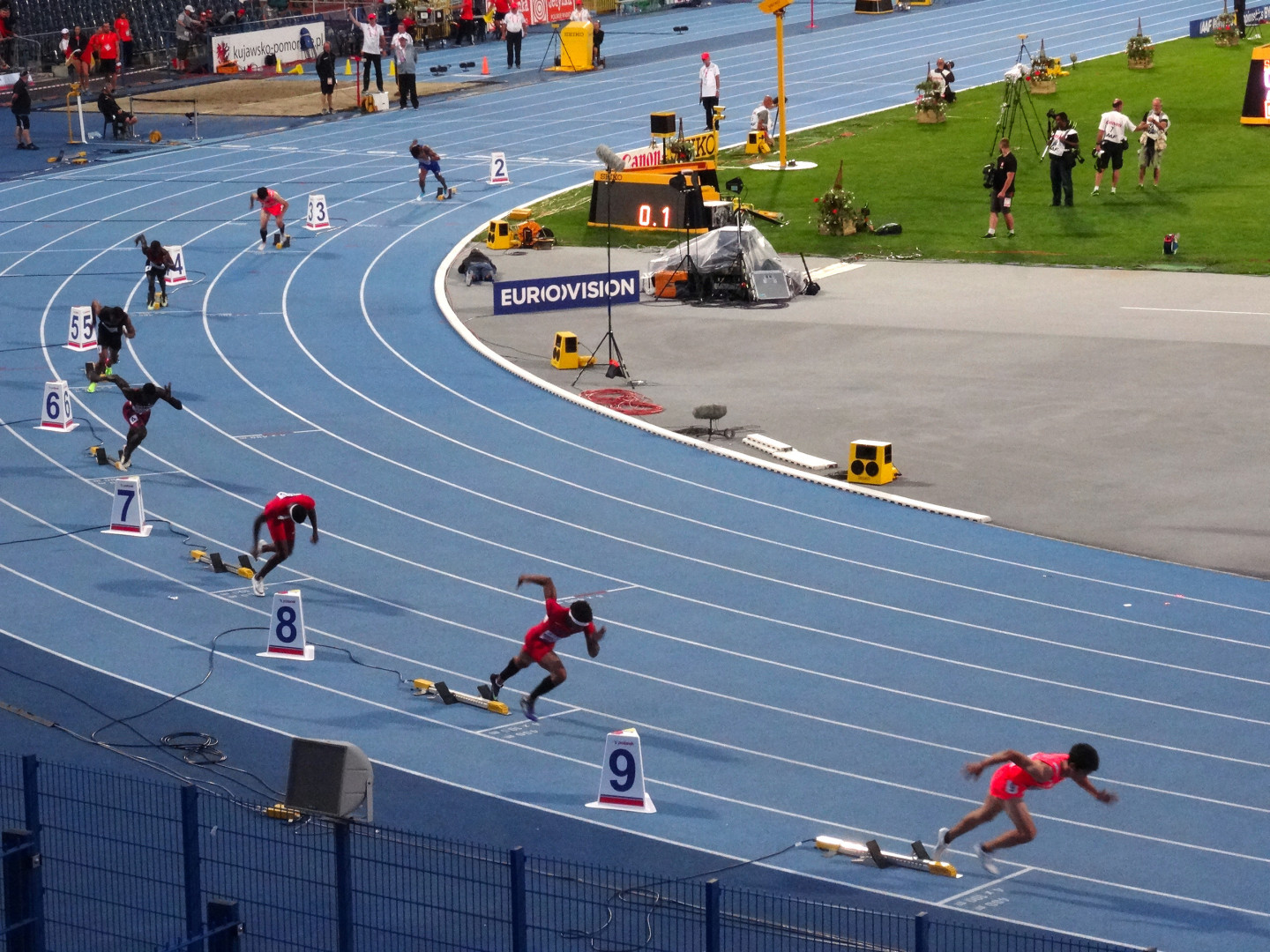
A final

A prova final foi realizada no dia 22 de julho às 20:30.  
| Posição           | Raia | Atleta             | Nacionalidade  | Tempo | Notas                |
| ----------------- | ---- | ------------------ | -------------- | ----- | -------------------- |
| Medalha de ouro   | 6    | Abdalelah Haroun   | Catar          | 44.81 | Recorde da temporada |
| Medalha de prata  | 7    | Wilbert London III | Estados Unidos | 45.27 | Recorde pessoal      |
| Medalha de bronze | 5    | Karabo Sibanda     | Botswana       | 45.45 |                      |
| 4                 | 4    | Geoffrey Kiprotich | Quênia         | 45.64 |                      |
| 5                 | 8    | Kahmari Montgomery | Estados Unidos | 46.48 |                      |
| 6                 | 2    | Anthony Zambrano   | Colômbia       | 46.50 |                      |
| 7                 | 9    | Kazuki Matsukiyo   | Japão          | 46.69 | Recorde pessoal      |
| 8                 | 3    | Naoki Kitadani     | Japão          | 47.15 |                      |

Legenda
| Recorde mundial       | Recorde mundial (World record)               |                       | Recorde africano                      | Recorde africano (African) |                                           | Q | Classificado por posição (Qualified) |
| Recorde do campeonato | Recorde do campeonato (Championship record)  | Recorde da América    | Recorde da América (Americas)         | q                          | Classificado por melhor tempo (Qualified) |   |                                      |
| Melhor marca do ano   | Melhor marca do ano (World leading)          | Recorde asiático      | Recorde asiático (Asian)              | DNS                        | Não largou (Did not start)                |   |                                      |
| Recorde nacional      | Recorde nacional (National record)           | Recorde europeu       | Recorde europeu (European)            | DNF                        | Não terminou (Did not finish)             |   |                                      |
| Recorde pessoal       | Recorde pessoal do atleta (Personal best)    | Recorde da Oceania    | Recorde da Oceania (Oceania)          | DSQ / DQ                   | Desclassificado (Disqualified)            |   |                                      |
| Recorde da temporada  | Recorde da temporada do atleta (Season best) | Recorde sul-americano | Recorde sul-americano (South America) | NM                         | Sem marca (No mark)                       |   |                                      |